# 長野盆地

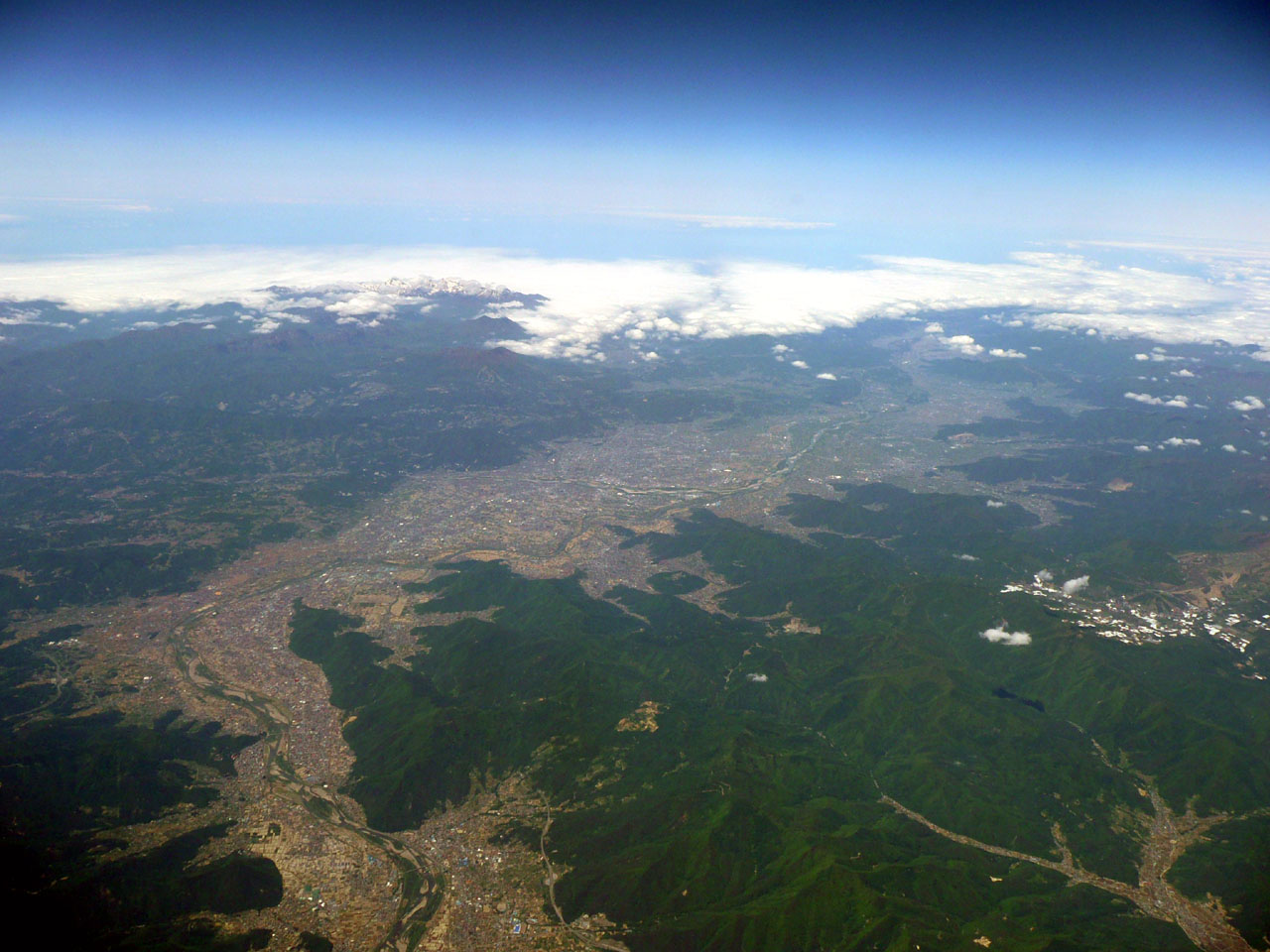
定期航空機より見る長野盆地
解説付き画像はこちら

長野盆地（ながのぼんち）は、長野県長野市を中心とした盆地。古くから善光寺平（ぜんこうじだいら）と呼ばれ、県歌「信濃の国」に歌われる「四つの平」の一つである。

## 地理

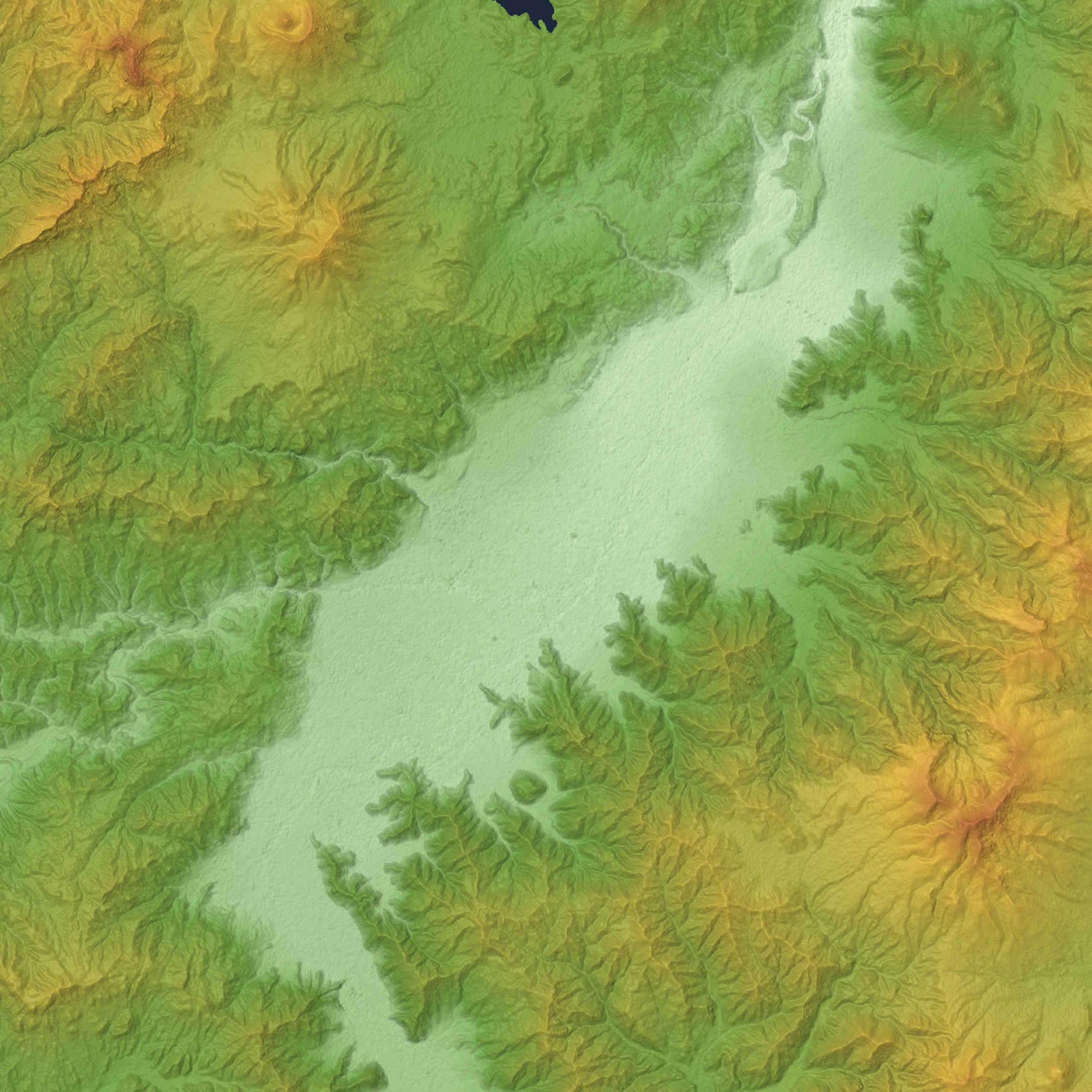
長野盆地の地形図

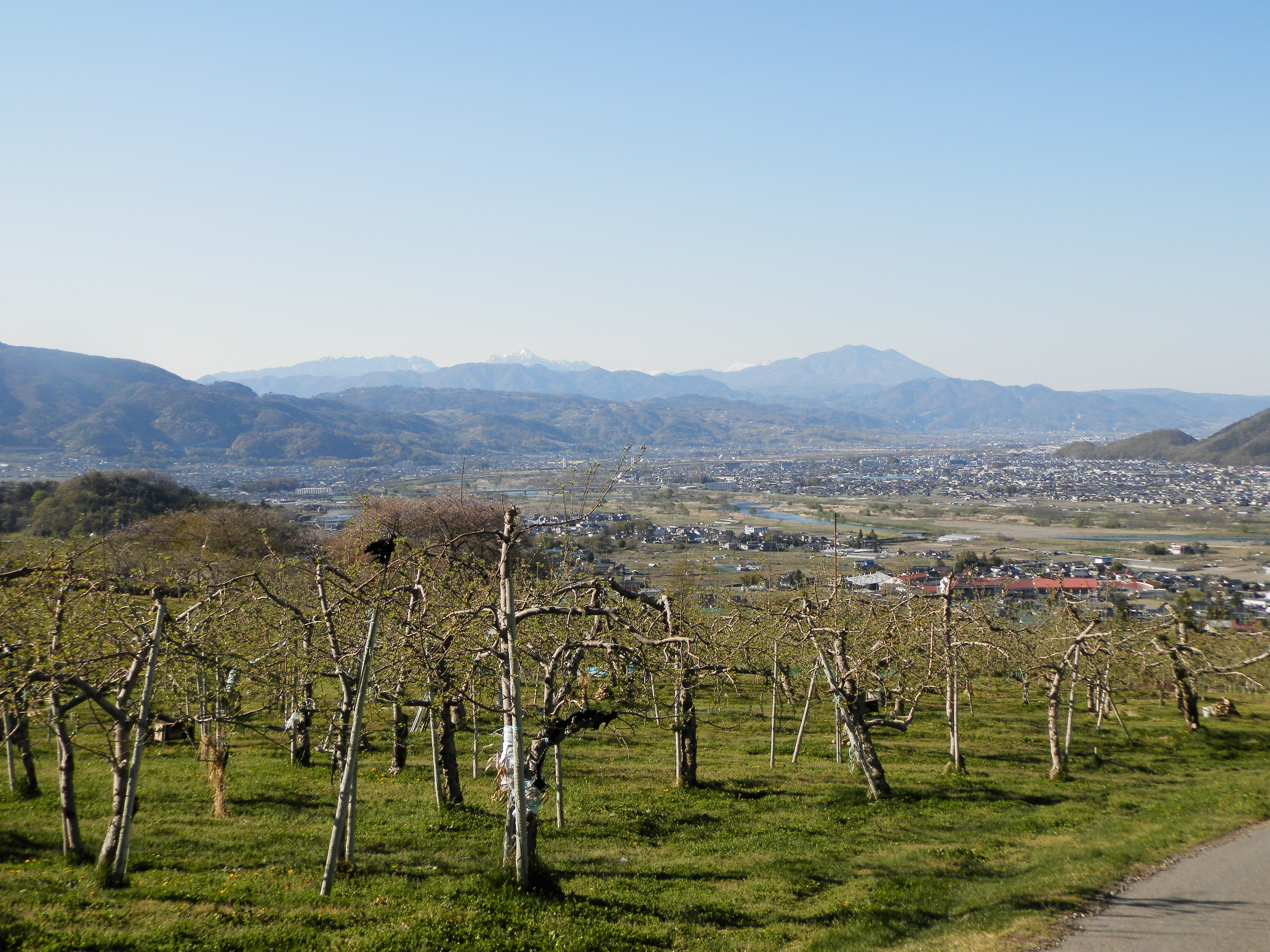
長野盆地南端の千曲市からの眺望。背後中央の山々は左から戸隠連峰、妙高山、飯縄山。

広義の長野盆地は飯山盆地と狭義の長野盆地から構成され、二つの盆地は中野市北方の高社火山（高社山）で分断されている。広義の長野盆地は「長野・飯山盆地」あるいは「善光寺平」ともいう。
気候的には典型的な内陸性気候で、日較差や年較差が大きい。長野盆地から上田・佐久盆地にかけての地域は、日本国内では北海道東部に次いで雨が少ない気候で、平年降水量は950ミリ程度となっている。

## 地学的知見
長野盆地はフォッサマグナと呼ばれる地溝帯の一部を占める低地の一つで、新生代第四紀になって形作られたものである。盆地底は千曲川とこれに合流する各河川によってもたらされた新しい時代の堆積物によって埋積されている。盆地を南から北へ貫流する千曲川自体には扇状地の発達が見られないが、これに合流する犀川や裾花川、百々川（どどかわ）、松川、夜間瀬川（よませがわ）などの河川が扇状地を発達させている。千曲川はこれらの扇状地の末端を縫うように盆地底を流路を変えながら曲流し、新旧の流路に沿って自然堤防と後背湿地が分布する。
盆地の東西は隣接する山地と非常に明瞭な境界をもって接するが、東側と西側とではその様相を大きく異にする。東側では、盆地底を海水面に見立てるとあたかもリアス式海岸の岬と入江のように尾根筋と谷が入り組み、入江に当たる谷の出口に前述のように各支川による扇状地が発達する。南東では坂城町から千曲市戸倉（旧戸倉町）にかけての狭隘部（地名：岩鼻、半過）を経て上流の上田盆地に続く。
盆地の西側に広がる水内丘陵（犀川丘陵）は地すべりの活動的な山地であり、善光寺地震の際には各所で地すべりや崩壊を生じた。近年でも1985年に長野市上松の地附山で発生した地すべりが大きな被害を出しており、長野市篠ノ井岡田の茶臼山では明治以来継続して滑動が続いている。裾花凝灰岩は陸上での火砕流堆積物によって出来たことが確認されている。

### 盆地の形成
盆地西側の山地の隆起と千曲川と流入する小河川の双方による浸食と堆積により形成され、堆積物は非常に厚く1988年長野市権堂町で行われた温泉掘削に伴う地下の扇状地堆積物層の厚み調査では、765mまで掘削したが盆地底まで到達していない、これは他の地域とも比べ非常に深い。しかし、ここの地表からマグマに達するまでの地殻の厚さはわずか5kmと言う人がいる（世界で最も厚い所では約600km、平均で約60kmと言われる）。
善光寺地震の周期はボーリング調査などにより1,000年に一度とされているので、盆地西側の地盤は、善光寺地震の際に2m程度隆起した。1年あたりの変動量は、2000mm÷1000年で2mmである。地下の遺構として約4,000年前の縄文土器が、長野市街地では6mの地下から、盆地南部の千曲市は4m地下から出土している。このことから長野盆地での年間埋め立て量は、4000mm÷4000年で、1mm/年間の速さで進行している事になる。
この隆起と埋め立て量の差から、1mm/年間の速度で相対的に西山地区が隆起している、現在の長野盆地と西山地区との高低差は300m前後であるから、長野盆地の発生は300000mm÷1mm/年間、つまり、300000年（30万年）と言うことになる。山地側も隆起量と比例し風化などで削られるため、実際の開始時期はもっと早い時期であったと考えられる。

### 地下資源
犀川流域および小田切背斜の裾花凝灰岩層の一部からは、商業生産できる量ではないが、原油、天然ガス、亜炭が産出する。日本の近代的石油工業発祥の地で、かつて、1871年頃より太平洋戦争直後帝国石油などがガスの採掘を行っていた。この含油層は現在でも採掘されている新潟県、秋田県沖の日本海の油井ともつながっている。

### 断層帯
長野盆地付近から信濃川に沿って、新潟県に延びる活断層帯の信濃川断層帯（長野盆地西縁断層）がある。
盆地の西側では戸狩から飯山（以上、飯山市）、豊野、吉田、城山（じょうやま）・善光寺、妻科（長野県庁付近）、安茂里、篠ノ井（以上、長野市）と続く直線的な急崖によって区切られる。この急崖は盆地西縁に連続する活断層の集合体であり、断層は北西側が隆起、南東側が沈降を続け千曲川が東側に追いやられている。長野市の中心市街地は裾花川と、市街地北側の大峰山西側から流れ出す湯福川、大峰山北東側から流れ出す浅川、の作る扇状地上に展開するが、この活断層群の存在によって段丘状の地形をなしている。1847年（弘化4年）に発生し善光寺平一帯に大きな被害をもたらした善光寺地震はこの長野盆地西縁断層（小松原断層）を震源として起きた地震であり、地震による断層の変位が篠ノ井から飯山までの50kmにわたって見られたと言われる。
活断層の活動は東側で新しく、中野市西部で千曲川の右岸に高丘丘陵と長丘丘陵を形成して、千曲川の河谷と長野盆地とを分けている。すなわち、ここでは千曲川の流路がほぼ現在の位置に固定した後、活断層の動きの蓄積によって高丘・長丘の両丘陵が隆起した結果、千曲川が長野盆地を外れてわざわざ丘陵西側の峡谷を選んで流れているように見えるのである。高丘丘陵南側の延徳低地（中野市）は、活断層の沈降側に当たり、千曲川本流の狭窄部への入口となっている事と北東側を夜間瀬川扇状地に遮られるために排水が悪く、古来水害常襲地となっている。

### 長野盆地と周辺地域を震源とする主な地震
出典：気象庁精密地震観測室資料および理科年表による（前震、余震は除外。震源域の地名は現在のもの）。
- 887年6月22日 信濃北部地震があったとする研究があるが、実在した証拠が認められない[12]が、仁和地震による誘発地震の可能性もある（2011年東北地方太平洋沖地震と長野県北部地震や静岡県東部地震と同様な関係）。
- 1467年1月15日 松川の流れ変わる。詳細不明
- 1627年10月22日 震源は川中島付近、東経138.2°・北緯36.6°、死者有り、家屋倒壊80。但し、宝永地震を転記した際に生じた誤り[13]との説がある。
- 1714年4月28日 震源は白馬村付近、信濃小谷地震。東経137.85°・北緯36.7°、死者100。善光寺でも被害有り。M6程度。
- 1751年5月21日 震源は新潟県高田付近、東経138.2°・北緯37.1°、松代領で死者12。M7.0〜7.4。
- 1791年7月23日 松本市付近 東経138.0・北緯36.2 M6.7程度 松本城で塀が壊れる。
- 1847年5月8日 21時頃 『善光寺地震』 震源は小松原断層（長野市坂中付近）、東経138.2°・北緯36.7°、M7.4。
- 1853年1月26日 震源は長野市信里付近、東経138.1°・北緯36.6°、M 6.5。
- 1858年4月23日 信濃北西部、大町市白馬村の境界付近 東経137.9・北緯36.6、M5.7。飛越地震（4月9日）で生じた常願寺川河道閉塞部の決壊による洪水の原因。
- 1890年1月7日 15時43分頃。震源は生坂村から長野市大岡樋ノ口沢付近、東経138.0°・北緯36.5°、M6.2。
- 1897年1月17日 『高井群発地震』 震源は小布施付近、東経138.3°・北緯36.7°、1月から12月まで続く。
- 1900年7月25日 「仁礼地震」および 同年8月にかけて「仁礼群発地震」。震源は須坂市米子山北麓、東経138.39・北緯36.62付近 、M値不明
- 1912年8月17日 23時22分頃。震源は上田市漆戸付近、東経138.3゜・北緯36.4゜、M - 5.1。
- 1918年11月11日 『大町地震』2時59分 - M6.1 / 16時04分 - M6.5、震源は大町市南鷹狩山付近、東経137.9°・北緯36.5°。
- 1941年7月15日 23時45分頃『長野地震』別名は長沼地震。震源は長野市長沼付近、東経138°11.81’・北緯36°39.21’、深さ5.3km M6.1[14]。
- 1943年10月13日 14時42分頃。震源は上水内郡信濃町古間付近、東経138°13.3'・北緯36°48.3'、深さ10km M5.9。
- 1965年8月3日に始まったとされる。『松代群発地震』M6.4相当。最大地震の震源は仙仁温泉付近、東経138°19'・北緯36°35'、深さ0km M5.4。
- 1986年12月30日 9時38分 - M5.9、震源は旧美麻村、小川村、信州新町の境界付近で糸魚川静岡構造線に長野盆地西縁断層及び千曲川構造線のそれぞれの延長がぶつかる地域において発生。

## 善光寺平テレビ・FM中継放送所
- 山がちな長野県では、現在上田市・松本市となった地域にある美ヶ原がテレビ・FMの親局となっており、長野市内からは遠く離れている。こうしたこともあり、NHK長野放送局がテレビ放送を始める前から、この地に市内向けの中継局を開設していた[要出典]。
- 松本市内でも、美ヶ原の山陰となる関係から、別途市内向けに中継局が設けられている。
- なお、正式な中継局名は、NHKで『善光寺平テレビジョン・FM中継放送所』、民放テレビで『善光寺平テレビジョン中継放送所』、FM長野で『善光寺平FM中継放送所』である。
- 併せて、コミュニティ放送局であるながのコミュニティ放送の送信所及び2013年2月25日に開局したジャパン・モバイルキャスティングの長野中継局についても併せて記述する。

### 地上デジタルテレビジョン放送送信設備
| ID | 放送局名         | 物理 チャンネル | 空中線 電力 | ERP | 放送対象地域 | 放送区域 内世帯数 | 開局日         |
| -- | ---------------- | --------------- | ----------- | --- | ------------ | ----------------- | -------------- |
| 1  | NHK 長野総合     | 28ch            | 20W         | 80W | 長野県       | -                 | 2006年 10月1日 |
| 2  | NHK 長野教育     | 32ch            | 20W         | 80W | 全国         | -                 | 2006年 10月1日 |
| 4  | TSB テレビ信州   | 22ch            | 20W         | 80W | 長野県       | -                 | 2006年 10月1日 |
| 5  | abn 長野朝日放送 | 24ch            | 20W         | 80W | 長野県       | -                 | 2006年 10月1日 |
| 6  | SBC 信越放送     | 36ch            | 20W         | 80W | 長野県       | -                 | 2006年 10月1日 |
| 8  | NBS 長野放送     | 34ch            | 20W         | 80W | 長野県       | -                 | 2006年 10月1日 |

### 地上アナログテレビジョン放送送信設備
| チャンネル | 放送局名         | 空中線 電力       | ERP                | 放送対象地域 | 放送区域 内世帯数 |
| ---------- | ---------------- | ----------------- | ------------------ | ------------ | ----------------- |
| 40ch       | TSB テレビ信州   | 映像200W /音声50W | 映像940W /音声230W | 長野県       | 約14万世帯        |
| 42ch       | NBS 長野放送     | 映像200W /音声50W | 映像940W /音声230W | 長野県       | 約14万世帯        |
| 44ch       | NHK 長野総合     | 映像200W /音声50W | 映像940W /音声230W | 長野県       | 約14万世帯        |
| 46ch       | NHK 長野教育     | 映像200W /音声50W | 映像940W /音声230W | 全国         | 約14万世帯        |
| 48ch       | SBC 信越放送     | 映像200W /音声50W | 映像940W /音声230W | 長野県       | 約14万世帯        |
| 50ch       | abn 長野朝日放送 | 映像200W /音声50W | 映像910W /音声230W | 長野県       | 約14万世帯        |

- NHK総合は、美ヶ原送信所開局の前年に東京JOAK-TVの中継局として開局。
- NHK2波とSBCは当初VHFで開局（総合：5ch、教育：3ch、信越放送：7ch・映像75W/音声18.75W[15]）。混信対策などで1984年にUHFに転換した[16]。
- なお、1985年夏に発生した地附山地滑り災害の影響により、同年12月20日、現在地に中継局が移転・開局している[17]。

### FMラジオ放送送信設備

#### 県域放送局
| 周波数 （MHz） | 放送局名     | 空中線 電力 | ERP  | 放送対象地域 | 放送区域 内世帯数 |
| -------------- | ------------ | ----------- | ---- | ------------ | ----------------- |
| 83.3           | FM長野       | 100W        | 150W | 長野県       | -                 |
| 85.7           | NHK 長野FM   | 100W        | 150W | 長野県       | -                 |
| 91.2           | SBC 信越放送 | 100W        | 210W | 長野県       | 約18万6千世帯     |

#### コミュニティ放送局
| 周波数 （MHz） | 放送局名               | コールサイン | 空中線 電力 | ERP | 放送対象地域 | 放送区域 内世帯数 | 開局日        |
| -------------- | ---------------------- | ------------ | ----------- | --- | ------------ | ----------------- | ------------- |
| 76.5           | ながのコミュニティ放送 | JOZZ4AB-FM   | 20W         | 53W | 長野市       | -                 | 1995年 7月1日 |

### マルチメディア放送送信設備
| 周波数 （MHz） | 放送局名      | 空中線 電力 | ERP | 放送区域     | 放送区域 内世帯数 | 開局日         | 閉局日         |
| -------------- | ------------- | ----------- | --- | ------------ | ----------------- | -------------- | -------------- |
| 214.714286     | Jモバ 長野MMH | 2.5kW       | 7kW | 長野県の一部 | 約17万世帯        | 2013年 2月25日 | 2016年 6月30日 |

- モバキャスは、VHF11chの周波数帯で送信される為、当地からは29年ぶりにVHF帯での送信となる。

#### 歴史
- 2012年12月19日 - 予備免許交付。
- 2013年
  - 1月10日 - 試験放送開始。
  - 2月18日 - 本免許交付。
  - 2月25日 - 本放送開始。
- 2016年6月30日 - 正午をもって放送終了（廃局）。

## 参考画像

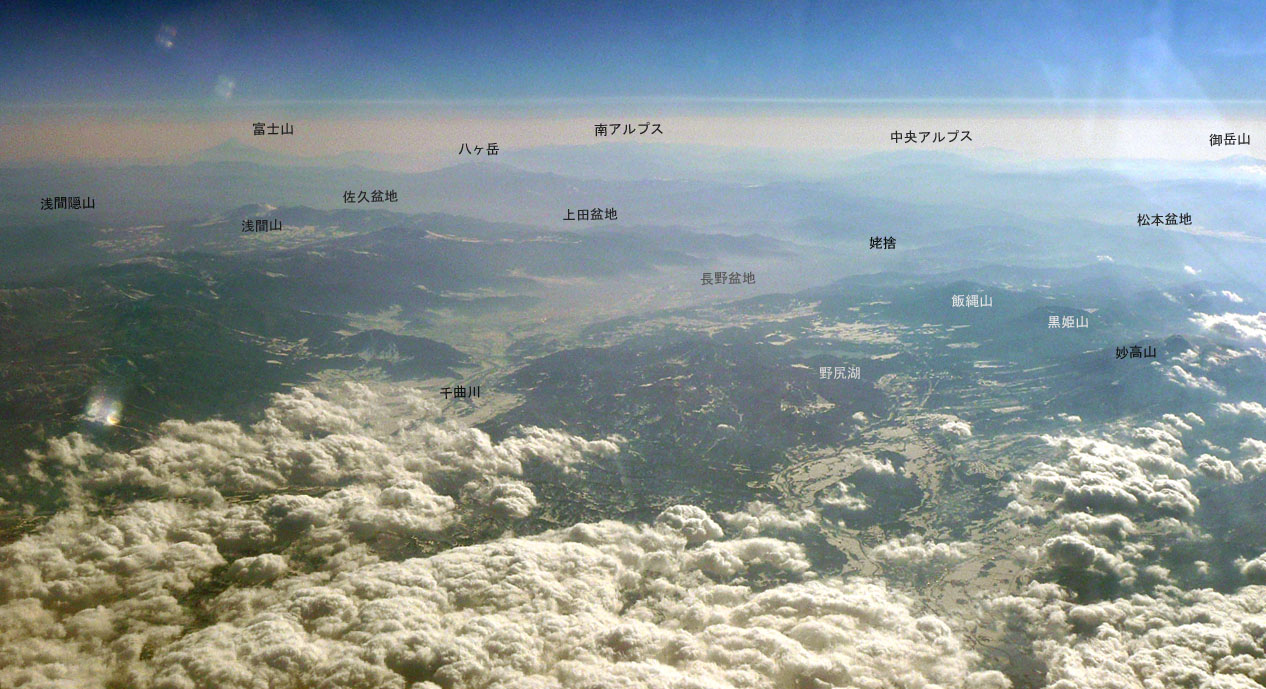
航空機から見る長野盆地、富士山、浅間山、日本アルプス
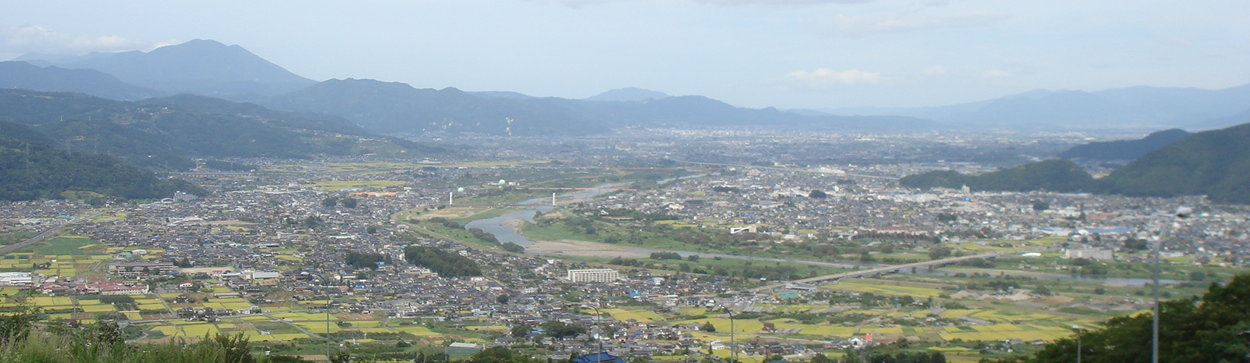
姨捨山から望む長野盆地